# 毕学源
毕学源（Bishop Cayetano Pires Pireira，C.M.1769年8月18日—1838年11月2日）葡萄牙遣使会传教士，天主教南京教区主教（1804年8月20日—1838年11月2日）、北京教区宗座署理（1827-1838）。
1769年8月18日，毕学源出生于葡萄牙塞尔德拉（Cerdeira），1794年3月15日（24岁）成为遣使会神父。1800年（嘉庆五年）抵达澳门，1804年（嘉庆九年）到北京。中国礼仪之争以后，清朝执行禁教政策，当时传教士只能在北京宫廷中供职，不能展开传教。中国天主教只能地下发展。1804年4月28日（34岁），毕学源当选南京教区主教。同年8月20日获批准，正式成为南京教区主教，但未去赴任，而是留在北京。1806年8月10日祝圣，仍驻北京。1812年冀若望神父去世，北京传教事务即由毕学源主教署理。
1823年（道光三年）毕学源供职钦天监，任右监副（1823–1826），为在清廷供职的最后一位西方传教士。1827年，在钦天监任职的最后一位西方官员、遣使会士高守谦主教辞职回国。1827年8月（57岁），毕学源作为北京最后一位葡萄牙遣使会会士，兼任北京代牧区宗座署理。1838年11月2日，毕学源主教在北京去世，年62岁，葬于西郊正福寺墓地。
1834年，毕学源将天主教的教产，即宣武门南堂藏书楼西洋书库和西郊正福寺墓地的产权交给俄罗斯东正教教士团的大司祭魏若明( beniamin morachevich )保管。1838年，毕学源主教逝世，道光皇帝降旨将南堂查封，归内务府管理。魏若明教士向内务府索得南堂藏书六千余部，1860年归还天主教法国修士。西郊的正福寺墓地，由于苏努一族被流放伊犁，被官府没收荒废。
1838年10月1日（道光十八年八月十三日），毕学源在生前，毕学源委托罗伯济代理南京教区主教。毕学源去世后，罗伯济前往江南松江府开展教务。